# Uwe Loesch
Uwe Loesch (* 23. Januar 1943 in Dresden) ist ein deutscher Grafikdesigner und Hochschullehrer. Er gilt als einer der international führenden Plakatkünstler.

## Leben und Wirken
Loesch lebt seit 1958 in Düsseldorf und studierte Grafik-Design an der Peter-Behrens-Werkkunstschule (heute Hochschule Düsseldorf). Nach seinem Studium begann er als freier Grafiker zu arbeiten und hatte ein eigenes Atelier in Düsseldorf. Unter seinen regelmäßigen Auftraggebern waren das Kom(m)ödchen in Düsseldorf oder das Klingspor-Museum in Offenbach am Main. Seit 1984 befinden sich zahlreiche seiner Arbeiten in der Sammlung des Museum of Modern Art (MoMa), New York.
1985 wurde er Professor für Kommunikationsdesign an der Fachhochschule Düsseldorf; ab 1990 war er Professor für Kommunikationsdesign an der Bergischen Universität Wuppertal als Nachfolger von Willy Fleckhaus. Schwerpunkte seiner Arbeiten sind, neben der Plakatgestaltung, die Konzeption, der Text und das Corporate Design für Auftritte von Auftraggebern aus Kultur und Wirtschaft. 2008 beendete er seine Arbeit als Dozent an der Bergischen Universität.
Er erhielt zahlreiche internationale Auszeichnungen. Loesch ist Mitglied in der AGI Alliance Graphique Internationale und dem ADC Art Directors Club of Germany. Er lebt und arbeitet in Düsseldorf.
2009 wurde er mit dem Gutenberg-Preis der Stadt Leipzig ausgezeichnet. 2013 erhielt er für sein Lebenswerk den renommierten Designpreis der Bundesrepublik Deutschland.

## Ausstellungen
- 1991: Der Ort, die Zeit und der Punkt: Plakate von Uwe Loesch. Museum für Kunsthandwerk, Frankfurt am Main
- 1994: Posters by Uwe Loesch. The Israel Museum, Jerusalem
- 1997: Zeitraffer, Kalender und Kalender von Uwe Loesch. Museum für Kunsthandwerk Frankfurt am Main
- 1998: Kunst, Kunst: Über Kreuz. Vom Zeichen zum Abzeichen. Museum für Kunsthandwerk Frankfurt am Main
- 2000: A dios, 2000 – Gott im Bild = A dios, 2000 – God in the picture Museum für angewandte Kunst, Frankfurt am Main
- 2004: Uwe Loesch Polis – Politische Plakatkunst. Kunsthalle Weimar, Weimar
- 2006: Uwe Loesch: Posters. China Academy of Art, Hangzhou (China)[6]
- 2010: Punktum. Plakatgestaltung von Uwe Loesch. Deutsches Plakatmuseum im Museum Folkwang, Essen[6]
- 2016: Uwe Loesch Plakaty. Muzeum Narodowe w Poznaniu, Poznan (Polen)[7]
- 2021: 0,nix. Klingspor Museum, Offenbach[8][9]

## Veröffentlichungen
- Nichtsdestoweniger – Plakate. Hermann Schmidt, Mainz 1997, ISBN 978-3-87439-425-3.
- Über Kreuz. Vom Zeichen zum Abzeichen. Hermann Schmidt, Mainz 1998, ISBN 978-3-87439-467-3.
- ggg books 55. ginza graphic gallery, Tokyo 2002
- Uwe Loesch & students. China Youth Press, Peking 2004, ISBN 7-5006-5665-3.